# Симфония № 6 (Прокофьев)
Симфония № 6 ми-бемоль минор, соч. 111 — симфония Сергея Прокофьева, завершённая в 1947 году и впервые исполненная 11 октября того же года в Ленинградcкой государственной филармонии под управлением Евгения Мравинского. Эту симфонию рассматривают как элегию жертвам Второй мировой войны. Симфония была осуждена советским руководством в 1948 году за формализм как не соответствующая партийной линии, однако получила положительную оценку среди критиков.

## История создания
Шестая симфония относится к значительным произведениям последних лет жизни Прокофьева. Работа продолжалась с весны 1945 года, а её окончание стало главным событием 1947 года в творческой биографии композитора. Сочинение завершалось тайком от врачей, запретивших работу после внезапного приступа болезни. В 1947 году одновременно с завершением Шестой симфонии Прокофьев переработал партитуру Четвертой, в которой использовался материал балета «Блудный сын», и создал её новую редакцию, ор. 112.
Относительно сравнения с торжественной Пятой симфонией И. И. Мартынов писал: «По своему образному содержанию и жанровому характеру Шестая симфония является полной противоположностью пятой: эпос уступает место лирике. И все же оба произведения родственны друг другу: они отображают в различных сферах пережитое в годы войны. Музыка Шестой симфонии привлекает глубокой искренностью и благородством».
Музыкальные критики не раз отмечали, что музыка второй части Шестой симфонии напоминает Adagio из «Ромео и Джульетты» либо из «Золушки». И. И. Мартынов лишь частично разделял такую оценку: «В какой-то мере это верно, но, как и всякое сравнение, имеет и обратную сторону: можно говорить не только о проникновении балетной музыки в симфонию, но, с ещё большим основанием, о симфонизации балета, примеры чего можно найти в прокофьевском Adagio. И если отмечать их внутреннее родство со второй частью Шестой симфонии, то оно выражается в ясности дифирамбического настроения, выраженного в спокойствии мелодического движения».
Несмотря на большой успех симфонии на премьере, её исполнительская судьба сложилась трудно. Выходя на вызовы в Ленинградской филармонии вместе с Мравинским, счастливый композитор никак не ожидал грядущих трагических событий 1948 года: Постановления об опере «Великая дружба» от 10 февраля и ареста Лины Прокофьевой 20 февраля.

## Структура
Симфония состоит из 3-х частей:
1. Allegro moderato
2. Largo
3. Vivace

Первая часть симфонии контрастна, лирические мелодии сменяются непредсказуемыми мрачными эпизодами, появляется и похоронная музыка. Во второй, медленной части усиливается роль ударных и духовых инструментов. Музыка мрачна и беспросветна. Третья часть привносит в симфонию некоторый оптимизм и танцевальность, но оптимизм постепенно уходит, звучание мрачно замирает.

## Записи
| Год     | Оркестр                                               | Дирижёр                 | Лейбл звукозаписи и каталожный номер    | Примечание                                              |
| ------- | ----------------------------------------------------- | ----------------------- | --------------------------------------- | ------------------------------------------------------- |
| 1947    | ГСО СССР                                              | Евгений Мравинский      | BMG(Japan) BVCX 8025 (1998)             |                                                         |
| 1949    | Нью-Йоркский филармонический оркестр                  | Леопольд Стоковский     | Pristine Classical PASC161 (2009)       |                                                         |
| 1950    | Филадельфийский оркестр                               | Юджин Орманди           | Naxos, 980330 (2000)                    |                                                         |
| 1951    | Оркестр романской Швейцарии                           | Эрнст Ансерме           | Decca, 4820377 (2014)                   | Издано в составе коллекционного издания                 |
| 1958    | ЗКР АСО Ленинградской государственной филармонии      | Евгений Мравинский      | Profil Medien, PH16026 (2017)           |                                                         |
| 1965    | Бостонский симфонический оркестр                      | Эрих Ляйнсдорф          | Testament, SBT1395 (2005)               |                                                         |
| 1966    | БСО ЦТ и ВР СССР                                      | Геннадий Рождественский | Мелодия, MEL CD 10 01797 (2011)         | Издано в составе полного комплекта симфоний композитора |
| 1967    | ЗКР АСО Ленинградской государственной филармонии      | Евгений Мравинский      | Praga, DSD350121 (2016)                 | Запись концерта 25 мая 1967 года в Праге                |
| 1971    | Национальный оркестр Французского радио и телевидения | Жан Мартинон            | Vox, CDX5001                            |                                                         |
| 1975    | Лондонский филармонический оркестр                    | Вальтер Веллер          | Decca, 4786475 (2014)                   | Издано в составе полного комплекта симфоний композитора |
| 1980    | Чешский филармонический оркестр                       | Зденек Кошлер           | Supraphon, SU40932 (2012)               | Издано в составе полного комплекта симфоний композитора |
| 1984    | Королевский шотландский национальный оркестр          | Неэме Ярви              | Chandos, CHAN 8359                      |                                                         |
| 1986    | Национальный оркестр Франции                          | Мстислав Ростропович    | Warner Classics, 0825646967551 (2008)   | Издано в составе полного комплекта симфоний композитора |
| 1987    | Лос-Анджелесский филармонический оркестр              | Андре Превин            | Philips, 4209342                        |                                                         |
| 1991    | Берлинский филармонический оркестр                    | Сэйдзи Одзава           | Deutsche Grammophon, 4637612 (2000)     |                                                         |
| 1994    | Национальный симфонический оркестр Украины            | Теодор Кучар            | Naxos, 8553069                          |                                                         |
| 1995(?) | Кливлендский оркестр                                  | Владимир Ашкенази       | Decca, 4705282 (2002)                   |                                                         |
| 1996    | Национальный симфонический оркестр (США)              | Леонард Слаткин         | RCA, 09026-68801-2 (1998)               |                                                         |
| 1997    | Симфонический оркестр NHK                             | Шарль Дютуа             | Universal Music Japan, UCCD-5215 (2016) |                                                         |
| 2004    | Лондонский симфонический оркестр                      | Валерий Гергиев         | Philips, 4757655 (2006)                 | Издано в составе полного комплекта симфоний композитора |
| 2007    | Гюрцених-оркестр                                      | Дмитрий Китаенко        | Capriccio, C7190 (2015)                 | Издано в составе полного комплекта симфоний композитора |
| 2009    | Сиднейский симфонический оркестр                      | Владимир Ашкенази       | Exton, EXCL-00099                       | Издано в составе полного комплекта симфоний композитора |
| 2010    | Симфонический оркестр Финского радио                  | Сакари Орамо            | Ondine, ODE11812 (2012)                 |                                                         |
| 2012    | Бергенский филармонический оркестр                    | Эндрю Литтон            | BIS, BIS1994 (2013)                     |                                                         |
| 2015    | Bournemouth Symphony Orchestra                        | Кирилл Карабиц          | Onyx, ONYX4153 (2015)                   |                                                         |
| 2015    | Orquestra Sinfônica do Estado de São Paulo            | Marin Alsop             | Naxos, 8573518 (2016)                   |                                                         |
| 2015    | Филармонический оркестр Нидерландского радио          | James Gaffigan          | Challenge Classics, CC 72714 (2016)     |                                                         |
| 2015    | СО Мариинского театра                                 | Валерий Гергиев         | Mariinsky, MAR0577 (2016)               |                                                         |